# 小行星9311
小行星9311（英語：9311）是一颗围绕太阳公转的小行星。1987年10月25日，上田清二、金田宏在钏路市发现了此天体。
这颗小行星的绝对星等为24.80054427330011等。